# Hugo Loersch
Hugo Loersch (né le 20 juillet 1840 à Aix-la-Chapelle et mort le 10 mai 1907 à Bonn,) est un historien du droit et conservateur de monuments prussien.

## Biographie
Le fils du fabricant de tissus Eduard Loersch et de Johanna Quadflieg étudie au collège Saint-Michel de Bruxelles et le lycée royal d'Aix-la-Chapelle (de) et suit également des cours particuliers intensifs,. Après avoir obtenu son diplôme d'études secondaires en 1857, il étudie le droit à l'Université de Heidelberg et l'histoire du droit à l'Université de Bonn, où il obtient le 17 mars 1862 son doctorat avec sa thèse De ortu et incrémento upperitatis territorialis in comitatu Juliacensi (L'émergence de la souveraineté dans le comté de Juliers). Loersch étudie ensuite les sciences politiques, les études médiévales et l'histoire ancienne à l'université de Göttingen avec Georg Waitz et à l'université de Berlin avec Leopold von Ranke (1795-1886) ainsi que la paléographie avec Philipp Jaffé (de), également à Berlin. Pendant ce temps, Loersch entretient des amitiés intenses et scientifiquement fructueuses avec l'historien du droit Richard Schröder (de), avec qui il publie plus tard plusieurs ouvrages ensemble, ainsi qu'avec l'avocat canoniste Johann Friedrich von Schulte et l'historien Alfred Dove (1844-1916).
Après cette période d'études, Loersch est accepté dans le service judiciaire prussien de 1863 à 1870, passant d'abord par les différents départements des tribunaux berlinois à Berlin. Après le second examen d'État le 25 juin 1865, il trouve le temps de faire son habilitation à Bonn sur un sujet du droit rhénan, qui, en Prusse sur la rive gauche du Rhin, consiste en grande partie en l'adoption et la continuation du Code civil, après avoir entre-temps, il a terminé un troisième examen en droit pénal à Berlin.
Le 13 juin 1873, il est nommé professeur extraordinaire et le 25 mars 1875, professeur ordinaire de droit civil prussien et français à l'université de Bonn. À cette époque, il compte parmi ses illustres élèves le futur roi de Prusse Guillaume II et Frédéric II de Bade comptent parmi ses illustres élèves,. Ces bonnes références permettent à Loersch d'être promu conseiller juridique privé le 25 décembre 1888 et d'être nommé syndic de la couronne le 4 juin 1891, devenant ainsi automatiquement membre à vie de la chambre des seigneurs de Prusse.

## Adhésion à des associations et institutions

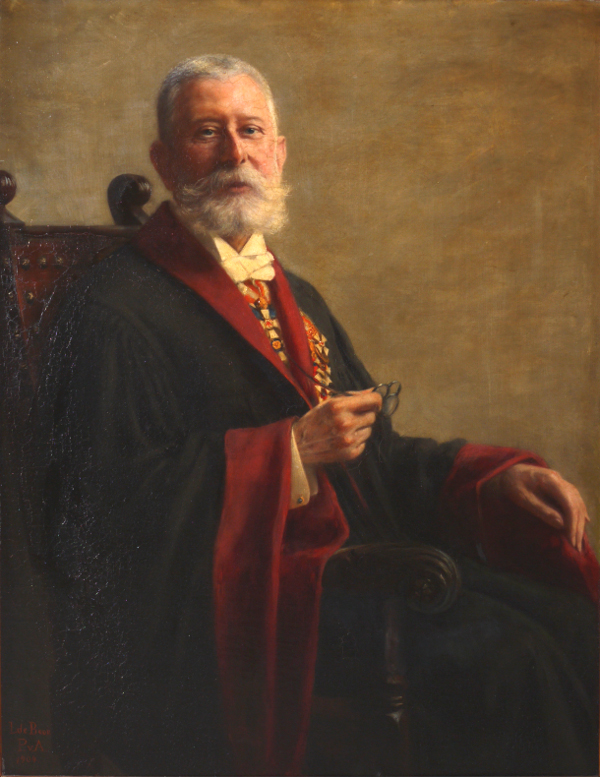
Hugo Loersch, 1904

Outre son travail dans le service judiciaire et son enseignement, Hugo Loersch est membre et sponsor de plusieurs associations et sociétés professionnelles. Dès 1862, il est membre de l'Association historique du Bas-Rhin (de),, au conseil d'administration de laquelle il est élu pendant plusieurs décennies. En 1879, il est également l'un des membres fondateurs de la Société d'histoire d'Aix-la-Chapelle, dont il devient d'abord vice-président sous la direction de son ami et parrain Alfred von Reumont (de) (1808-1887) et dont il reprend la direction de l'association à partir de 1886 et continue jusqu'à sa mort. En 1881, Loersch, avec Karl Lamprecht (1856-1915), Gustav von Mevissen (1815-1899) et d'autres, est l'un des initiateurs et membres fondateurs de la Société pour la recherche historique rhénane.
Conformément à son penchant pour l'archéologie légale, Loersch est membre de la Commission provinciale pour la préservation des monuments de la province de Rhénanie, membre du conseil d'administration de la Commission des musées provinciaux rhénans, président de la Journée allemande de la préservation des monuments de 1899 à 1906 et fondateur et membre du conseil d'administration de l'Association rhénane pour la conservation des monuments et la protection du paysage (de),. En outre, il est nommé membre honoraire de plusieurs sociétés historiques et archéologiques rhénanes, luxembourgeoises et françaises.
Hugo Loersch est marié depuis 1866 à Hélène Reichensperger, fille du conseiller principal du tribunal Peter Reichensperger (1810-1892) et nièce de son frère August Reichensperger (1808-1895), avec qui il a une fille.

## Publications (sélection)
L'une de ses premières œuvres majeures est sans aucun doute la collection Achener Rechtsdenkmäler aus dem 13., 14. und 15. Jahrhundert, dans lequel, dans un esprit d'historicisme, il inclut des sources et des publications de Christian Quix (de) (1773-1844), Josef Laurent (de) (1806-1867), Friedrich Haagen (de) (1806-1879), Theodor Joseph Lacomblet (de) (1789–1866)) et d’autres apportent leur contribution à l’histoire générale et notamment à l’histoire de la fin du Moyen Âge. Cet ouvrage constitue l'une des réalisations exemplaires du travail éditorial juridico-historique.
Une autre œuvre majeure est son ouvrage Der Ingelheimer Oberhof, qui est créé parce que Loersch veut à l'origine écrire un ouvrage sur l'Oberhof d'Aix-la-Chapelle, mais doit mener ses recherches comparatives à Ingelheim en raison de sources manquantes ou inadéquates causées par le grand incendie de la ville de 1656. Il y a ici certains parallèles dans l'histoire, car Ingelheim, comme Aix-la-Chapelle, est aussi la ville palatine de Charlemagne (747-814) et est là depuis le XIVe siècle, il est prouvé qu'il existe une cour supérieure impériale, dont Loersch découvre les archives perdues depuis longtemps en 1870 lors de ses recherches, entre autres dans l'entrepôt de l'ancien hôtel de ville d'Ober-Ingelheim, au British Museum de Londres et Darmstadt, ainsi que la succession de l'historien Johann Friedrich Böhmer (1795-1863) liés et complétés. Son objectif est, entre autres choses, de rendre compte de l'organisation franque de la fin du Moyen Âge, l'introduction de l'ensemble de l'ouvrage constituant à elle seule un livre à elle seule. En souvenir de son séjour à Ingelheim et de son travail pour l'Oberhof, une rue porte son nom en son honneur.
Dans un troisième ouvrage majeur, Loersch se consacre à l'histoire sociale et économique, où, entre autres, il recherche, archive et édite des sources de la sagesse rhénane. C'est ainsi qu'est née la préparation de la Weistümer des Kurfürstentum Trier, dont il consacre le premier volume à l'empereur. Il compile d'autres volumes sur ce sujet avec Wilhelm Crecelius (de) (1828-1889) et Karl Lamprecht, qui sont finalement publiés par eux en 1883.
Il publie de nombreux autres ouvrages, des articles dans des journaux spécialisés et de vastes collections sur l'histoire et l'histoire juridique locale, rhénane et allemande ainsi que sur la préservation des monuments :
- De ortu et incremento superioritatis territorialis in comitatu Iuliacensi usque ad a. MCCCLVI quo Guilelmus V ducatus dignitatem adeptus est. 1862.
- Achener Rechtsdenkmäler aus dem 13., 14. und 15. Jahrhundert. 1871.
- Urkunden zur Geschichte des deutschen Privatrechtes. 1874.
- Aachener Urkunden aus dem 13., 14. u. 15. Jahrhundert. 1879.
- Urkunden zur Geschichte des deutschen Rechtes. 1881.
- Der Ingelheimer Oberhof. Adolph Marcus, Bonn 1885 (Digitalisat der Universitätsbibliothek Frankfurt am Main)
- avec Gerhard Rauschen (de): Die Legende Karls des Grossen im 11. und 12. Jahrhundert. 1890.
- Das französische Gesetz vom 30. März 1887. 1897.
- Die Weistümer des Kurfürstentums Trier I, Oberamt Boppard, Hauptstadt und Amt Koblenz, Amt Bergpflege. 1900.

Après sa mort en 1907, Loersch lègue la plupart de ses archives, collections et ouvrages à la bibliothèque de la ville d'Aix-la-Chapelle (de).